# Caicara del Orinoco
Caicara del Orinoco è una città del Venezuela situata nello Stato di Bolívar e in particolare nel comune di Cedeño.